# Монро (Юта)
Вижте пояснителната страница за други значения на Монро.
Монро (на английски: Monroe) е град в окръг Севиър, щата Юта, САЩ. Монро е с население от 1845 жители (2000) и обща площ от 9,2 km². Намира се на 1644 m надморска височина. ЗИП кодът му е 84754, а телефонният му код е 435.